# Hessische Eichdirektion
Die Hessische Eichdirektion ist eine Landesoberbehörde unter der Aufsicht des Hessischen Wirtschaftsministeriums. Sie ist im gesamten Bundesland Hessen zuständig für die 
- Eichung von Messgeräten
- Markt- und Verwendungsüberwachung von Messgeräten und Fertigpackungen
- Marktüberwachung von Messgeräten und Energieverbrauchsrelevanten Produkten
- Überwachung der Kennzeichnung von Textilien, Produkten unter der Energieverbrauchskennzeichnungsverordnung, Kristallglas, Gold- und Silberwaren
- Überwachung der Vorschriften des Einheiten- und Zeitgesetzes.

Sie verfügt über Außenstellen in Darmstadt, Fulda, Gießen, Kassel, Maintal und Wiesbaden. Als Gründungsdatum gibt sie das Jahr 1817 an, als Großherzog Ludwig von Hessen und bei Rhein ein neues Maß- und Gewichtsgesetz verordnete. Weiterhin unterhält die Hessische Eichdirektion eine Konformitätsbewertungsstelle für Modul F von Messgeräten, sowohl national als auch europäisch nach Messgeräterichtlinie und Nichtselbsttätige-Waagen-Richtlinie.